# 福井市日新小学校
福井市日新小学校（ふくいし にっしんしょうがっこう）は、福井県福井市にある公立小学校。

## 沿革
- 1976年（昭和50年） - 開校。

- 1975年（昭和50年） - 校名、校区、および校章を決定。
- 1976年（昭和51年） - 開校式を挙行。
- 1977年（昭和52年） - 校歌を制定。
- 1978年（昭和53年） - 福井市教育委員会より、「学習指導」の教育研究推進校として指定される。
- 1979年（昭和54年） - 校旗を制定。また、学校プールを竣工し、竣工式を行った。
- 2022年（令和4年）9月6日 - 給食に幅約15ミリメートルの調理器具のガラス片が混入し、男子児童1人が口の中を怪我する[1]。
- 2022年（令和4年）9月8日 - 給食の麻婆豆腐に2ミリメートルほどの動物の骨が混入[2]。女子生徒が口に入れたが、怪我はなかった。

## 通学区域
- 大宮5・6丁目
- 乾徳1〜4丁目
- 文京5丁・6丁目（1〜3番、14〜41番）
- 八ッ島町
- 八ツ島1丁目
- 該当校区としては西藤島小学校・湊小学校・春山小学校それぞれの学区の一部であった。

## 学校周辺
- 福井市藤島中学校
- 福井大学
- 福井県立藤島高等学校
- 啓新高等学校

## アクセス
- えちぜん鉄道三国芦原線 日華化学前駅から徒歩約600 m。
- 北陸新幹線・ハピラインふくい線 福井駅から、京福バス 10・14・15・19系統（越前海岸ブルーライン線）、11系統（大安寺線）、16系統（川西三国線）「文京六丁目」下車約500 m。